# Genneperzijde
Genneperzijde is een buurt in het stadsdeel Stratum in de Nederlandse stad Eindhoven. Vroeger heette de buurt Poelhekkelaan. Op 1 januari 2023 telde de buurt 1.350 inwoners, verdeeld over 789 woningen, met een gemiddelde WOZ-waarde van € 400.000, op een oppervlakte van 0,31 km².
De buurt ligt in het zuiden van Eindhoven, in de wijk Kortonjo die bestaat uit de volgende buurten:
- Kerstroosplein
- Gerardusplein
- Genneperzijde
- Roosten
- Eikenburg
- Sportpark Aalsterweg

De buurt behoort samen met de buurten Sportpark Aalsterweg en Gennep tot natuur- en recreatiegebied Genneper Parken.
Centraal in de buurt ligt het museum Ton Smits Huis.
Aan de zuidrand van de buurt liggen verpleeghuis Wissehaege (voorheen de Weerde) en service- en verzorgingsflat Kortonjo.